# Герб Баришівського району
Герб Ба́ришівського райо́ну — символ Баришівського району Київської області.

## Опис
Гербовий щит має форму прямокутника із заокругленими нижніми кутами і загостренням в основі. Щит скошений зліва срібної хвилею;
у першому, синьому, полі храм із трьома золотими банями;
у другому, зеленому, золотий сніп пшениці, перев'язаний червоною перев'яззю; унизу щита — стіна укріплення.